# Héctor Baley
Héctor Baley est un footballeur argentin né le 16 octobre 1950 à San Nicolás de Los Arroyos. Il évoluait au poste de gardien de but.
Il a remporté la Coupe du monde 1978 avec l'équipe d'Argentine.

## Carrière
| Saison    | Club                   | Matches | Buts |
| --------- | ---------------------- | ------- | ---- |
| 1968-1971 | Estudiantes LP         | -       | -    |
| 1973-1976 | Colón                  | -       | -    |
| 1976-1978 | Club Atlético Huracán  | -       | -    |
| 1978-1981 | Independiente          | -       | -    |
| 1981-1987 | Club Atlético Talleres | -       | -    |

## Sélections
- 12 sélections et 0 but avec l'équipe d'Argentine de football.